# Parafia Znalezienia Krzyża Świętego w Żyrmunach
Parafia Znalezienia Krzyża Świętego w Żyrmunach – rzymskokatolicka parafia znajdująca się w diecezji grodzieńskiej, w dekanacie Raduń, na Białorusi.
Do parafii należą dwie kaplice filialne:
- pw. Niepokalanego Serca Maryi w Gudach z 1993
- pw. Matki Bożej Anielskiej w Zalessiu z 1938.

## Historia
Pierwszy, drewniany kościół w Żyrmunach powstał w 1437 i został ufundowany przez ówczesnego właściciela wsi Wojciecha Kuczuka. Parafię erygowano w 1522. W 1624 powstała nowa świątynia fundacji wojewody witebskiego Jana Kieżgajły Zawiszy i jego żony Anny. W tych czasach kościół jest wymieniany pw. Najświętszej Maryi Panny. Został on zniszczony podczas IV wojny polsko-rosyjskiej. W latach 1667–1673 zbudowano kolejną świątynię. Żyrmuński kościół był wówczas znany  z łaskami słynącego obrazu Najświętszej Maryi Panny oraz relikwii krwi Chrystusa podarowanej przez papieża Urbana VIII biskupowi wileńskiemu Jerzemu Tyszkiewiczowi.
W latach 1788–1789 powstał obecny kościół. Ufundowali go księżna Karolina Radziwiłł z Pociejów wraz z mężem Stanisławem Radziwiłłem.
W XIX w. liczba parafian dochodziła do 2500. Parafia leżała w archidiecezji wileńskiej, w dekanacie Lida do powstania diecezji grodzieńskiej i dekanatu raduńskiego w 1991. Przed II wojną światową liczyła niemal 4000 wiernych.
W czasach komunizmu parafia funkcjonowała. W latach 70. XX w. kościół został uznany za zabytek architektury.